# Can Teixidor (Sant Joan de Mollet)
Can Teixidor és una obra de Sant Joan de Mollet (Gironès) inclosa a l'Inventari del Patrimoni Arquitectònic de Catalunya.

## Descripció
És un edifici de planta irregular situat en un dels carrers més antic del nucli de Sant Joan de Mollet, prop de l'església. Destaca del conjunt una torre de secció quadrada amb parets de pedra morterada, carreus a les cantonades i coberta de teules a una sola vessant. A la façana ponent hi ha una porta adovellada i una finestra a la torre de característiques medievals, amb impostes que ajuden a la llinda a salvar la llum. Alguns elements afegits (xemeneia, cobert...) desvirtuen el conjunt.
L'edifici havia estat ocupar per uns menestrals que tenien l'ofici de teixidors, probablement d'aquí el nom amb què es coneix la casa en el poble. Actualment es fa servir com a taller de ceràmica.